# Ágios Konstantínos (ort i Grekland, Attika)
Ágios Konstantínos (Agios Konstantinos) är en ort i Grekland.   Den ligger i prefekturen Nomarchía Anatolikís Attikís och regionen Attika, i den sydöstra delen av landet, 40 km sydost om huvudstaden Aten. Ágios Konstantínos ligger 164 meter över havet och antalet invånare är 659.
Terrängen runt Ágios Konstantínos är kuperad åt nordväst, men åt sydost är den platt. En vik av havet är nära Ágios Konstantínos österut.  Närmaste större samhälle är Lávrio, 4,0 km öster om Ágios Konstantínos. Omgivningarna runt Ágios Konstantínos är i huvudsak ett öppet busklandskap.